# 90936 Neronet
90936 Neronet este un asteroid din centura principală de asteroizi.

## Descriere
90936 Neronet este un asteroid din centura principală de asteroizi. A fost descoperit pe 11 octombrie 1997 la Observatorul din Ondřejov de Lenka Šarounová. Asteroidul prezintă o orbită caracterizată de o semiaxă mare de 2,31 ua, o excentricitate de 0,24 și o înclinație de 24,4° în raport cu ecliptica.